# Synagoge (Güstrow)
Die Synagoge in Güstrow war der vermutlich  zweite Synagogenbau der Stadt Güstrow in Mecklenburg-Vorpommern. Die erste Synagoge soll im Zusammenhang mit dem Sternberger Hostienschänderprozess zerstört und durch eine Kapelle ersetzt worden sein. Nach deren Zerstörung durch einen Brand wurde an diesem Ort das Franziskaner-Kloster errichtet, die erste Synagoge befand sich demzufolge am heutigen Klosterhof.

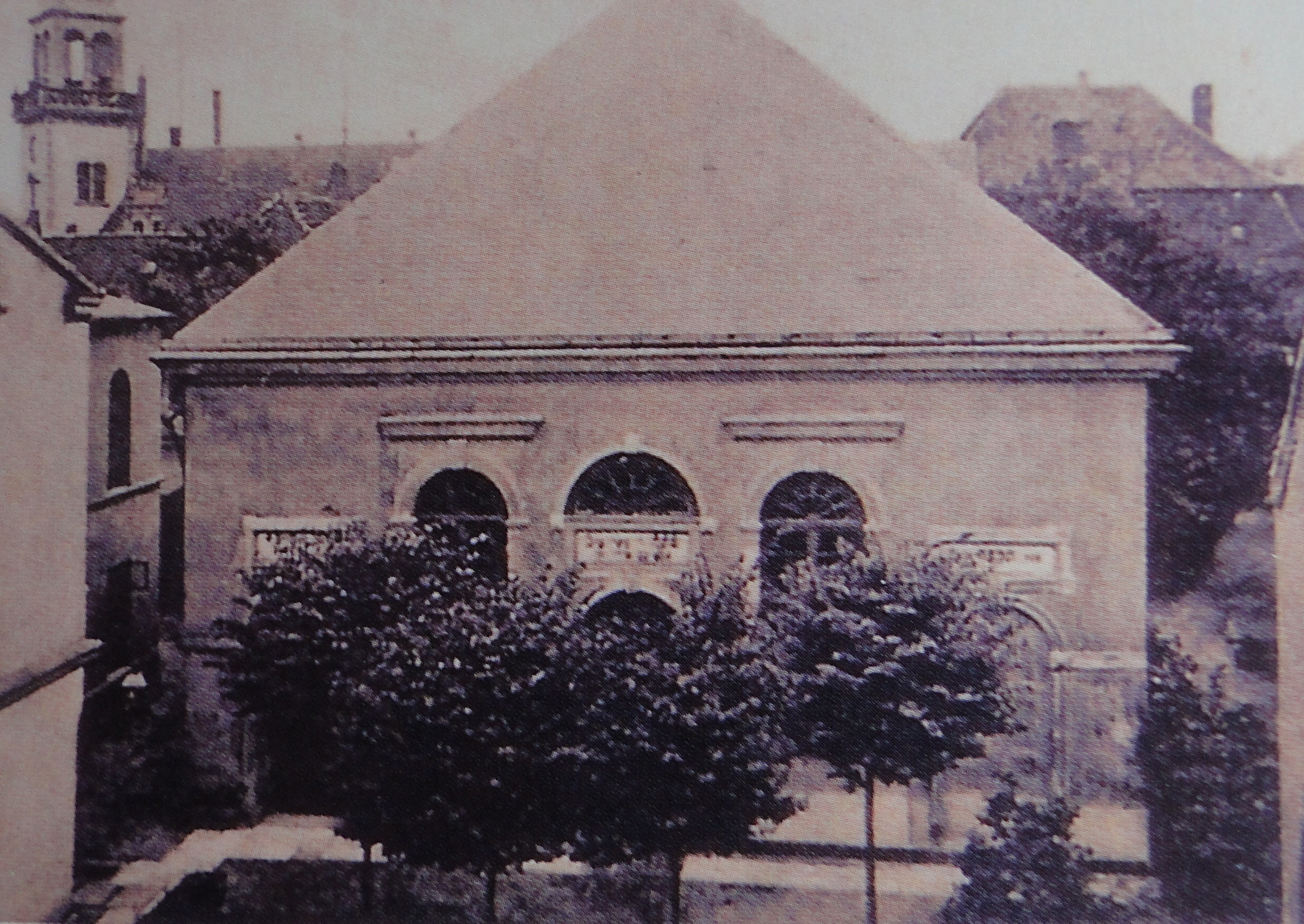
Synagoge Güstrow um 1905, überragt vom Turm des Postamts am Pferdemarkt

Am 28. September 1829 wurde der zweite Synagogenbau eingeweiht, nachdem Mecklenburg gegen Ende des 18. Jahrhunderts wieder von Juden besiedelt worden war und die Gottesdienste in Güstrow zunächst in privaten Räumen stattfanden. Die Israelitische Gemeinde Güstrow ließ die Synagoge im Stil des Klassizismus erbauen. Sie lag im Krönchenhagen 14 in einem zur Straße offenen Garten. 
In der Reichspogromnacht wurden am 9. November 1938 die Synagoge und die Trauerkapelle auf dem Jüdischen Friedhof durch Brandstiftung zerstört, der Friedhof selber geschändet. Danach wurde die Ruine der Synagoge abgetragen, während das jüdische Gemeindehaus, Krönchenhagen 13 heute noch erhalten ist. Eine Inschrift im Gehwegpflaster vor dem Standort erinnert an die Synagoge.
Heute dient der Standort als Parkplatz. 